# Ruggiero Rizzitelli
Ruggiero Rizzitelli (Margherita di Savoia, 2 de setembro de 1967) é um ex-futebolista profissional italiano que atuava como atacante.

## Carreira
Rizzitelli se profissionalizou no AC Cesena.

## Seleção
Ruggiero Rizzitelli integrou a Seleção Italiana de Futebol na Eurocopa de 1988.

## Títulos
Roma
- Coppa Italia: 1990–91

Bayern Munich
- Bundesliga: 1996–97
- DFB-Pokal: 1997–98
- DFB-Ligapokal: 1997